# Gasparo Contarini
Pour les articles homonymes, voir Contarini.
Gasparo Contarini, (Venise 16 octobre 1483 - Bologne 24 août 1542) est un diplomate et cardinal italien du XVIe siècle. Humaniste et helléniste il est chargé de différentes missions diplomatiques par la république de Venise. De janvier à octobre 1528, il est ambassadeur de la Sérénissime auprès du pape Clément VII lorsque celui-ci trouve refuge à Orvieto puis à Viterbe après le sac de Rome. Devenu veuf il est fait cardinal par Paul III en 1535. Il travaille à la réforme de l'Église et à l'ouverture du concile de Trente. Légat pontifical à la diète de Ratisbonne (1541), il essaie de  rapprocher les catholiques et les protestants. Il laisse des ouvrages, entre autres un traité De immortalitate animæ, contre Pomponazzi, qui avait été son maître. La relation de ses ambassades se trouve dans les Relazioni degli ambasciatori Veneti al Senato, d'Eugenio Alberi, 1840. On lui attribue parfois la postérité du sola fide : il aurait ainsi contribué involontairement à la propagation du protestantisme. Il a également été le premier à expliquer, lors de son ambassade auprès de la cour d'Espagne, pourquoi les marins de Magellan, en faisant le tour du monde vers l'ouest, avaient compté un jour de moins que les personnes restées à terre. Son monument funéraire est situé dans la chapelle Contarini de l’église de la Madonna dell'Orto.

## Biographie

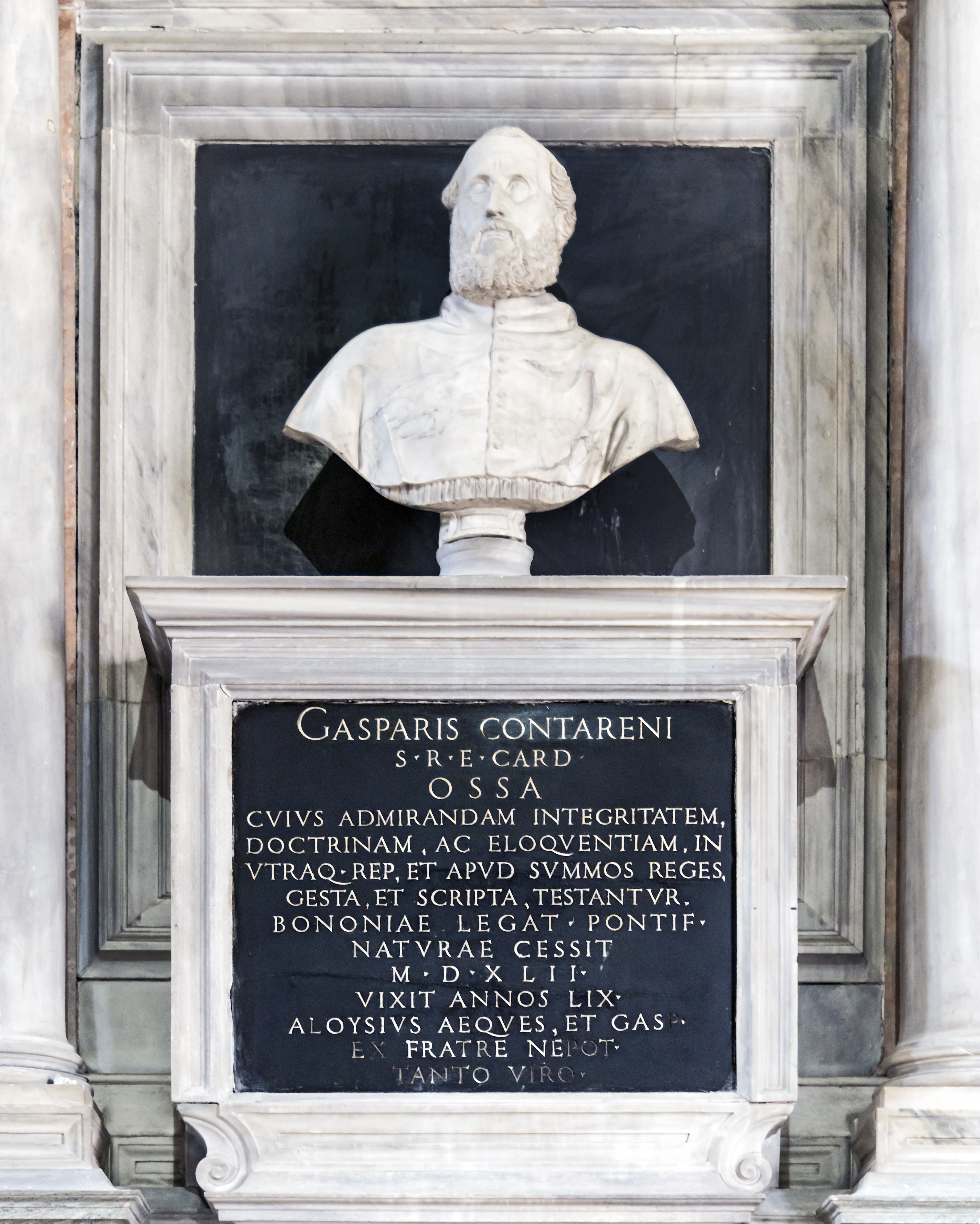
Tombe dans l'église de la Madonna dell'Orto

Gasparo Contarini naquit à Venise en 1483. Ses parents le destinaient au commerce, qui, dans la république de Venise, n’était point incompatible avec la noblesse ; mais Contarini montra une si grande inclination pour les lettres, que, changeant de dessein, ils le laissèrent suivre sa vocation. Il suivit à Padoue les leçons de Pomponazzi. 
Ayant achevé ses études, il entra dans les affaires de la République. Nommé ambassadeur auprès de Charles Quint, il ménagea une paix solide entre ce prince et la République, et fut nommé à son retour gouverneur de Brescia. 
En 1527, il fut envoyé, en qualité d’ambassadeur, à Rome, et ensuite à Ferrare, pour négocier la liberté du pape Clément VII, que l’armée de Charles Quint tenait prisonnier dans le Château Saint-Ange. Lorsque le pontife eut recouvré sa liberté, Contarini fut nommé ambassadeur auprès de lui ; il le servit utilement, et retourna ensuite à Venise, où il fut admis au nombre des sénateurs. 
Le pape Paul III le créa cardinal en 1535, sans qu’il eût recherché cette dignité. Son mérite imposa silence au fameux Arétin, qui fit de lui de grands éloges. Contarini était évêque de Belluno ; il fut fait évêque de Bologne. Le pontife l’envoya bientôt en qualité de légat à la diète de Ratisbonne (en 1540). 
Contarini eut plusieurs conférences particulières avec Charles Quint, et lui parla du désir qu’avaient tous les peuples de voir la paix rétablie : « J’ai offert, répondit l’empereur, des conditions équitables ; mais le roi de France ne veut pas me traiter en frère, mais en maître ». Le jour de l’ouverture de la diète, Charles ayant parlé du légat comme d’un homme d’une grande vertu et très porté à la paix, annonça que l’assemblée devait avoir pour but de parvenir à une réconciliation entre les catholiques et les protestants. Ceux-ci nommèrent pour discuter les points de doctrine,  Mélanchthon, Bucer et Pistorius. Les théologiens catholiques avec lesquels ils entrèrent en conférence furent Eckius, Gropper et Pflug. Le prince Palatin, Granvelle, Jacques Sturmius, Calvin, député par Strasbourg, et plusieurs autres assistèrent à ces conférences. Granvelle présenta le livre de la Concorde, attribué par les uns à Mélanchthon, et par les autres à Jean Gropper, archidiacre de Cologne. Ce livre avait été revu et corrigé secrètement par le légat Contarini, par le nonce Moron, et par des théologiens italiens. Tous les articles qu’il contenait au nombre de vingt-deux, furent examinés dans les conférences, et en partie contestés, en partie accordés. Eckius prétendit que le livre était rempli d’erreurs ; il écrivit bientôt après une lettre circulaire pour le décrier. L’archidiacre Gropper et Pflug avaient émis une opinion contraire. Les conférences étant terminées, le rapport fut fait à la diète. Les évêques rejetèrent entièrement le livre de la Concorde. Les électeurs et les princes catholiques invitèrent l’empereur à communiquer l’affaire au légat. Les protestants s’expliquèrent par écrit sur les articles accordés, montrant combien il serait facile de convenir des autres, et déclarèrent d’ailleurs vouloir s’en tenir à la Confession d'Augsbourg ; l’affaire fut donc communiquée au légat par Charles Quint. 
Contarini donna par écrit une lettre conçue en termes ambigus : « Ayant vu, disait-il, le livre de la Concorde et tous les écrits des députés de la conférence, il trouvait que, comme les protestants différaient de la créance commune de l’Eglise en certains articles, sur lesquels il espérait de les voir bientôt d’accord les catholiques, l’on ne devait point passer outre, mais remettre la décision du tout au Pape et au Saint-Siège où au Concile Général qui allait bientôt s’assembler. » En même temps, le légat réunit chez lui tous les évêques, et, dans un très long discours, il les exhorta à ne point scandaliser les peuples par le luxe, l’avarice et l’ambition, à visiter leurs diocèses, à soulager les pauvres, à établir des écoles et des collèges, à ne conférer les bénéfices qu’à des ecclésiastiques pieux et éclairés, etc. Contarini donna copie de ce discours à l’empereur, aux évêques et aux princes ; mais aucun des deux partis ne fut content ni des discours, ni de la conduite du légat. Les catholiques trouvèrent qu’il semblait approuver les articles accordés dans la conférence, et qu’il ne s’opposait point à ce qu’ils fussent observés jusqu’à la tenue du concile. 
Les protestants se plaignirent aussi de Contarini, dont ils louaient d’ailleurs la profonde érudition, et déclarèrent, par écrit, que le légat se trompait en pensant qu’on leur ferait approuver les erreurs qu’ils avaient jusque-là condamnées. Contarini répondit par un troisième écrit aux plaintes des catholiques et des protestants, et déclara qu’il n’avait rien voulu décider, ni définir qu’on dut recevoir, tolérer, même observer certains articles jusqu’au futur concile ; mais Charles Quint n’eut aucun égard à cette déclaration. Il désirait que les troubles religieux fussent pacifiés, afin de réunir contre les Turcs toutes les forces de la Chrétienté. Il invita donc la diète à délibérer si l’on devait recevoir les articles accordés dans la conférence, du moins jusqu’au concile. Les princes électeurs adoptèrent cet avis, en exprimant le vœu d’un concile national en Allemagne. Les protestants firent la même réponse, déclarant néanmoins qu’ils n’accepteraient jamais un concile où le Pape, par ses légats, serait juge des affaires de la religion. 
Contarini écrivit alors à tous les états de l’empire pour s’opposer à la tenue d’un concile national, alléguant que les différents concernaient l’Église universelle, et ne pouvaient être terminés que dans des conciles généraux. Il publia aussi un quatrième écrit sur le même sujet ; les théologiens protestants le réfutèrent. Voyant ainsi les avis partagés, Charles congédia la diète, en annonçant qu’il ferait le voyage d’Italie pour obtenir du Pape, soit un concile général, soit un concile national, et que, si l’un et l’autre étaient refusés, il convoquerait dans dix-huit mois une diète où l’on prierait le Pape d’envoyer un légat, et où l’on tâcherait de terminer les différents. Cependant Contarini fut rappelé de sa légation en Allemagne. La cour de Rome ne paraissait pas contente de ses négociations. On lui reprochait d’avoir trop accordé aux protestants, d’être dans leurs intérêts, de n’avoir pas montré assez de résistance, et d’avoir mis l’autorité du Pape en danger. Contarini arriva à Rome ; il se justifia facilement, et fut envoyé, en qualité de légat, à Bologne, où bientôt après il mourut, le 24 août 1542, âgé de cinquante-neuf ans.

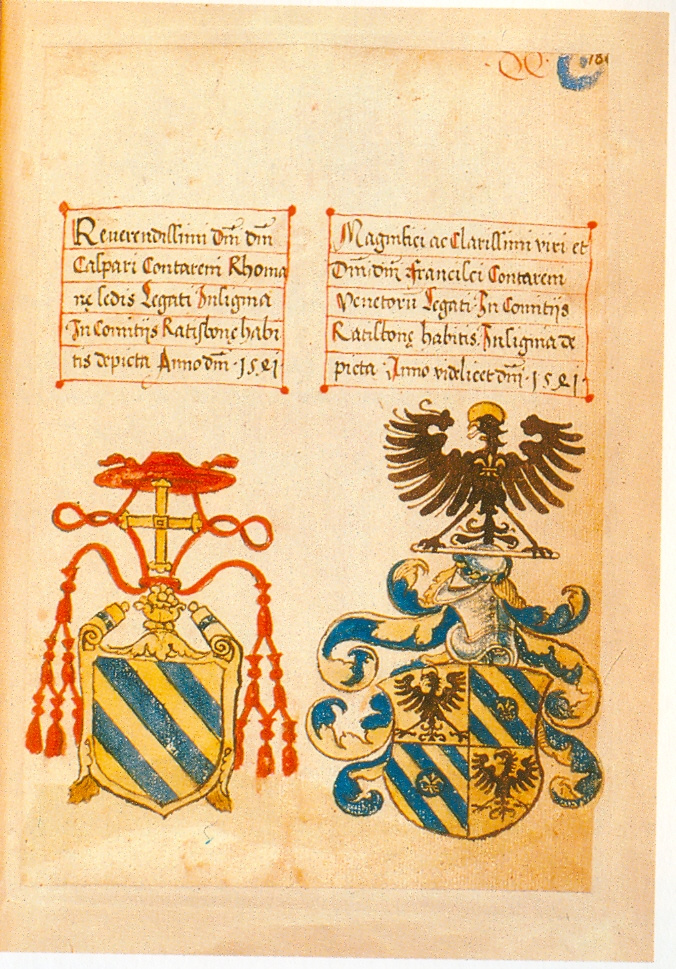
Les armoiries du Cardinal Gasparro Contarini (gauche) dans le Codex Ingeram.

## Ouvrages

De republica Venetorum, 1626.

Contarini avait composé plusieurs ouvrages dont le recueil fut imprimé à Paris, en 1571, in-fol. Les principaux sont :
- De immortalitate animæ. L’auteur établit, par des raisons naturelles, l’immortalité de l’âme, contre le sentiment de Pomponazzi, son maître, qui, croyant qu’on ne pouvait la démontrer par la raison, soutenait que la foi seule pouvait nous apprendre cette vérité.
- Conciliorum magis illustrium Summa. Cette Somme, qui a eu plusieurs éditions, est un des plus anciens recueils de ce genre. Contarini le composa lors de la convocation du Concile de Trente. Ce n’est qu’un abrégé des principaux conciles jusqu’à celui de Florence, que l’auteur appelle le neuvième œcuménique. Il paraît avoir suivi l’ordre qu’Isidore tient dans sa collection. On y trouve des remarques judicieuses qui servent à faire connaitre le dogme, la morale et la discipline de l’Église.
- De potestate pontificis. Ce traité de la puissance du pape est réuni à la Somme des conciles dans plusieurs éditions, notamment dans celle de Venise, 1562, in-8°. Contarini établit que le droit de gouverner l’Église appartient aux papes, successeurs de Saint Pierre, à qui Jésus-Christ l’a donné, et qu’il est de droit divin.
- De magistratibus ac republica venetorum libri V, Paris, Vascosan, 1543, in-4°, souvent réimprimé, traduit en italien et en français. L’auteur, comme vénitien, n’a gardé d’expliquer le gouvernement de sa république ; il se borne à faire connaître les anciennes magistratures et les tribunaux de Venise.
- De elementis et eorum mixtionibus libri V, Paris, 1548, in-8°.

Les autres ouvrages de Contarini sont quatre livres des Sacrements : les matières n’y sont qu’effleurées ; deux livres Des devoirs des évêques : ils contiennent des maximes très utiles ; des Scholies sur les Épitres de S. Paul : le sens littéral y est bien expliqué dans les endroits les plus difficiles ; des Traités de controverse contre Luther : la méthode de l’auteur est d’expliquer la doctrine de l’Église, de faire voir qu’elle est conforme à l’Écriture ; et que les novateurs ne l’attaquent que sur de fausses suppositions ; une Explication du psaume Ad te levavi, composée à la prière d’une sœur qui s’était retirée dans un monastère ; une traduction des Exercices spirituels de S. Ignace de Loyola, dont il était ami ; un Catéchisme, des traités de la Justification, de la Prédestination et du Libre arbitre. Contarini paraît avoir des sentiments particuliers sur la prédestination. Il déclare qu’il ne peut adopter, sur ce point, le sentiment de S. Augustin, et qu’il ne pense pas comme ceux qui disent que les hommes seront réprouvés à cause du péché originel. Il croit que la prédestination et la réprobation ne sont point des causes nécessaires du salut et de la condamnation. Au surplus, il conseille aux prédicateurs de parler sur ces matières avec beaucoup de réserve et rarement. Contarini écrit avec netteté, correction et politesse ; mais on trouve qu’il est plus philosophe que théologien. Giovanni Della Casa a donné une Vie de Contarini dans ses Latina monimenta, Florence, 1564, in-4° ; on en a une autre par Ludovico Beccadelli, Brescia, 1746, in-4° Le cardinal Querini en fut l’éditeur, et y joignit quelques pièces qui concernent Contarini.